# Mikaela Åhlin-Kottulinsky

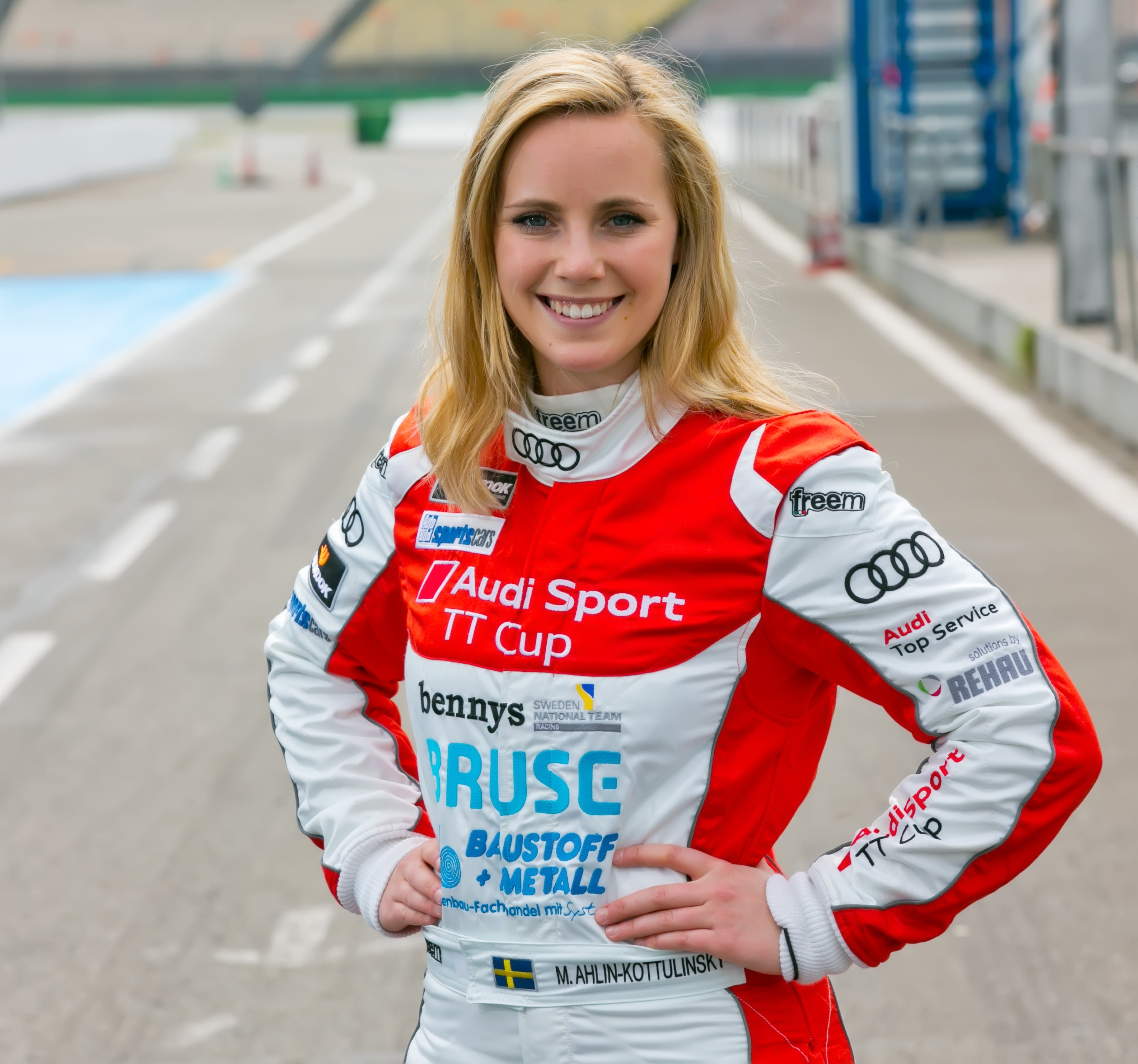
Mikaela Åhlin-Kottulinsky 2015

Mikaela Åhlin-Kottulinsky (* 13. November 1992 in Karlstad) ist eine schwedische Automobilrennfahrerin. Sie ist die Enkelin von Freddy Kottulinsky.

## Karriere

### Kartsport
Mikaela Åhlin-Kottulinsky begann ihre Karriere 2004 im Kartsport. Dort fuhr sie bis 2010 in schwedischen Serien. Ihr bestes Kart-Ergebnis erreichte sie 2009 mit dem vierten Platz in der Rotax-Max-Wertung der Schwedischen Kartmeisterschaft.

### Markenpokal-Sport
2012 ging sie im Porsche Carrera Cup Skandinavien an den Start und wurde zum Saisonende 12. in der Gesamtwertung.
2013 fuhr sie eine Saison im Renault Clio Cup JTCC und beendete diese mit dem 12. Platz.
Von 2012 bis 2014 startete sie im Volkswagen Scirocco R-Cup. Ihre erfolgreichste Saison war 2013, in der sie den achten Rang erreichte. Nachdem die Rennserie Ende 2014 eingestellt worden war, trat sie 2015 im Audi Sport TT Cup an und wurde 15. zum Jahresende.

### Tourenwagen- und GT-Sport

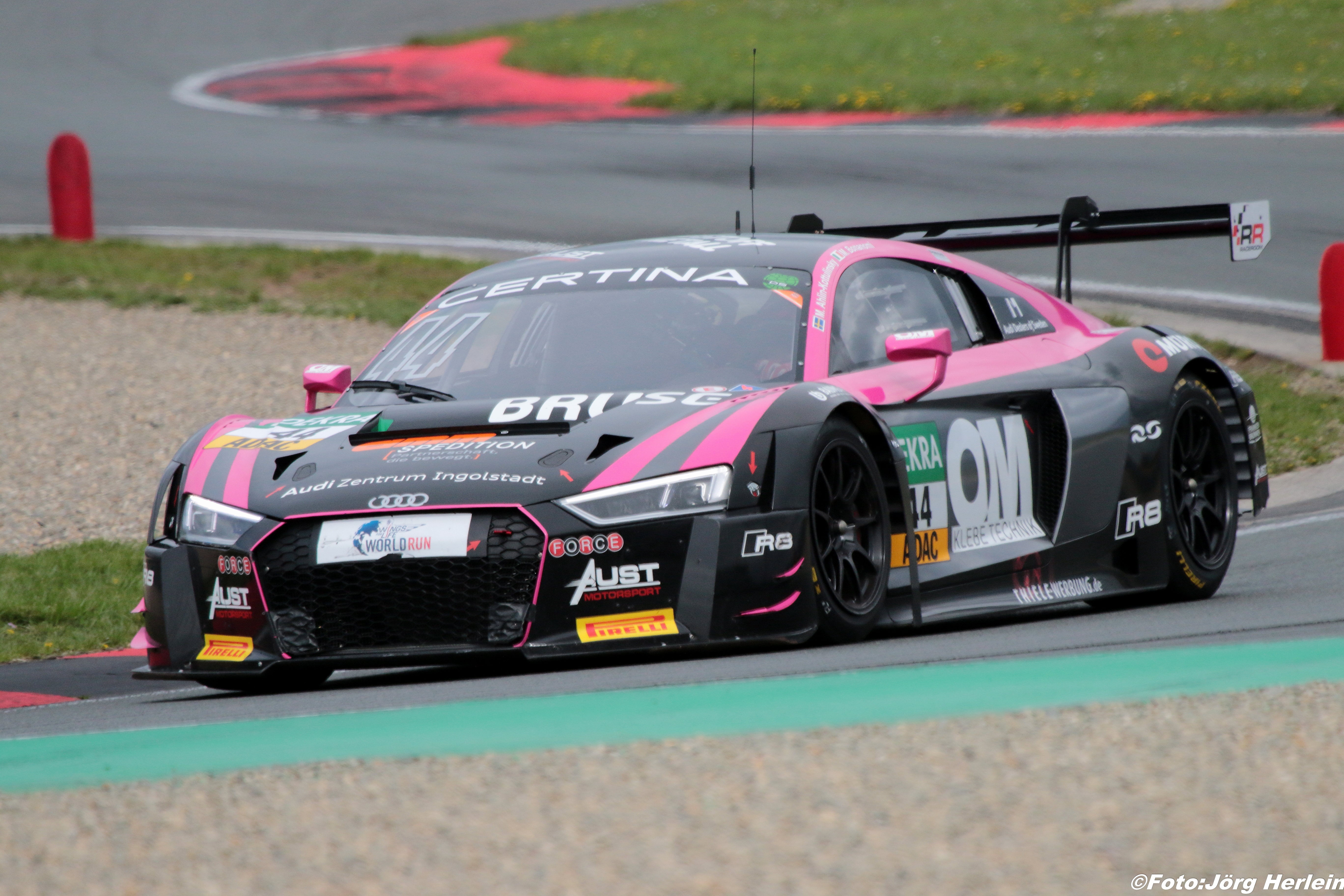
Mikaela Åhlin-Kottulinsky im Audi R8 LMS 2016

2016 und 2017 startete sie zwei Jahre in der Junior-Wertung der ADAC GT Masters. Im ersten Jahr fuhr sie mit dem Team Aust Motorsport und im zweiten Jahr mit der Audi Sport racing academy jeweils einen Audi R8 LMS GT3.
Seit 2017 fährt Åhlin-Kottulinsky mit dem Team PWR Racing in der TCR Scandinavia Touring Car Championship (STCC). Im ersten Jahr fuhr sie einen Audi RS 3 LMS und danach einen Cupra TCR bzw. einen Cupra León Competición TCR. 2019 erzielte sie mit dem sechsten Platz im Gesamtklassement ihr bestes Ergebnis.

### Offroad-Sport
2014 startete sie mit dem Team JC Race Teknik im Rallycross. In der Kategorie Supercar Lites fuhr sie in fünf Wettbewerben und wurde achte in der Gesamtwertung.
2021 ging sie für das Team JBXE zusammen mit Jenson Button in der neu ausgeschriebenen Rennserie Extreme E an den Start. An der Entwicklung der dabei verwendeten Reifen war sie zuvor als Testfahrerin der Continental AG beteiligt. Zur Saison darauf wechselte sie zum Titelverteidigerteam von Nico Rosberg (Rosberg X Racing).